# كونراد فون روزين
كونراد فون روزين (بالفرنسية: Conrad de Rosen)‏ هو ضابط فرنسي، ولد في 29 سبتمبر 1628 في ليفونيا، وتوفي في 3 أغسطس 1715 في Bollwiller ‏ في فرنسا.